# Imías
20°04′37″N 74°39′6″O / 20.07694, -74.65167
Imías es un municipio cubano situado en la provincia de Guantánamo con una extensión superficial de 524 km² y una población de 21 111 habitantes.

## Ubicación geográfica
Está situado en la costa sur de la provincia. Linda al norte con el municipio de Baracoa; al sur con  el mar Caribe; al este con el municipio de Maisí; y al oeste con el municipio de  San Antonio del Sur.

## Síntesis histórica
Debe su nombre a la comunidad aborigen de los imías en los períodos del mesolítico medio y neolítico tardío.
Surge como municipio a partir de la nueva División Político Administrativa, dejando de ser una seccional de Baracoa.